# No I.D.
No I.D. precedentemente noto come Immenslope, pseudonimo di Ernest Dion Wilson (Chicago, 28 giugno 1971), è un produttore discografico e rapper statunitense.

## Carriera
No I.D., noto come produttore hip hop e R&B, è anche disc jockey, arrangiatore, autore, rapper e responsabile A&R. Il suo pseudonimo No I.D. è un bifronte del suo nome Dion. Nel settembre 1997 ha pubblicato un album dal titolo Accept Your Own and Be Yourself (The Black Album) per la Relativity Records. 
Nei primi anni di carriera ha spesso collaborato con Common.
Da produttore ha contribuito alla realizzazione di una serie di "hit" come Smile degli G-Unit, Outta My System e Let Me Hold You di Bow Wow, Heartless di Kanye West, D.O.A. (Death of Auto-Tune) e Holy Grail di Jay-Z, My Last di Big Sean, Find Your Love di Drake e non solo. Ha collaborato anche con Kendrick Lamar, Jhené Aiko, Nas e Melanie Fiona.
Wilson è stato uno dei presidenti dell'etichetta GOOD Music, facente riferimento a Kanye West. Inoltre è membro del collettivo Cocaine 80s insieme a Common e altri artisti. Nell'agosto 2011 è diventato vicepresidente della Def Jam Recordings. Ha un'etichetta personale chiamata ARTium Recordings fondata anch'essa nell'agosto 2011.

## Discografia
Album
- 1997 - Accept Your Own and Be Yourself (The Black Album)